# العيدان (بني خالد)
العيدان هي إحدى مشيخات المملكة المغربية، تتبع جغرافياً لعمالة وجدة أنكاد وإداريًا لبني خالد. يقدر عدد سكانها بـ 1333 نسمة حسب الإحصاء الرسمي للسكان والسكنى لسنة 2004.